# Microcrossidium
Microcrossidium là một chi rêu trong họ Pottiaceae.